# Bækken (musik)
 For alternative betydninger, se Bækken. (Se også artikler, som begynder med Bækken)
Et bækken er en rund metalplade, oftest fremstillet af en sammenblanding af kobber og tin (legering). Denne legering kaldes B20 bronze, da der er omtrent 80% kobber og 20% tin i sammenblandingen (samt lidt andre ingredienser som de enkelte producenter ynder at holde, som deres store fabrikshemmeligheder). Bækkener kan dog også være fremstillet af andre materialer, hvilket du kan læse mere om i denne artikel.
Bækkener bruges i musiksammenhænge både til klassisk- og rytmisk musik. Primært ser man dem på trommesættet, der forbindes med den rytmiske musik. Her består bækkener af flere forskellige typer, hvor de mest almindelige er ridebækkener, crashbækkener, splashbækkener, chinabækkener og hihats. 
Hvor bækkener på trommesættet er monteret på dertil indrettede stativer indenfor den rytmiske musik, ser det lidt anderledes ud i den klassiske verden. Her er det oftest janitsharen der holder et bækken i hver hånd, med henblik på at slå dem sammen. Dog kan janitsharer også sagtens have opstillinger, hvor stativerne fra trommesættet findes anvendt til at holde forskellige typer af bækkener.
De første bækkener stammer fra Kina, hvor de så dagens lys helt tilbage i 500-tallet. I nyere tid har især Tyrkiet haft en afgørende rolle at spille, og i dag fremstilles bækkener til musik også i USA, Europa mv.